# Pterospermum lanceifolium
Pterospermum lanceifolium är en malvaväxtart som beskrevs av William Roxburgh. Pterospermum lanceifolium ingår i släktet Pterospermum och familjen malvaväxter. Inga underarter finns listade i Catalogue of Life.